# クトルン

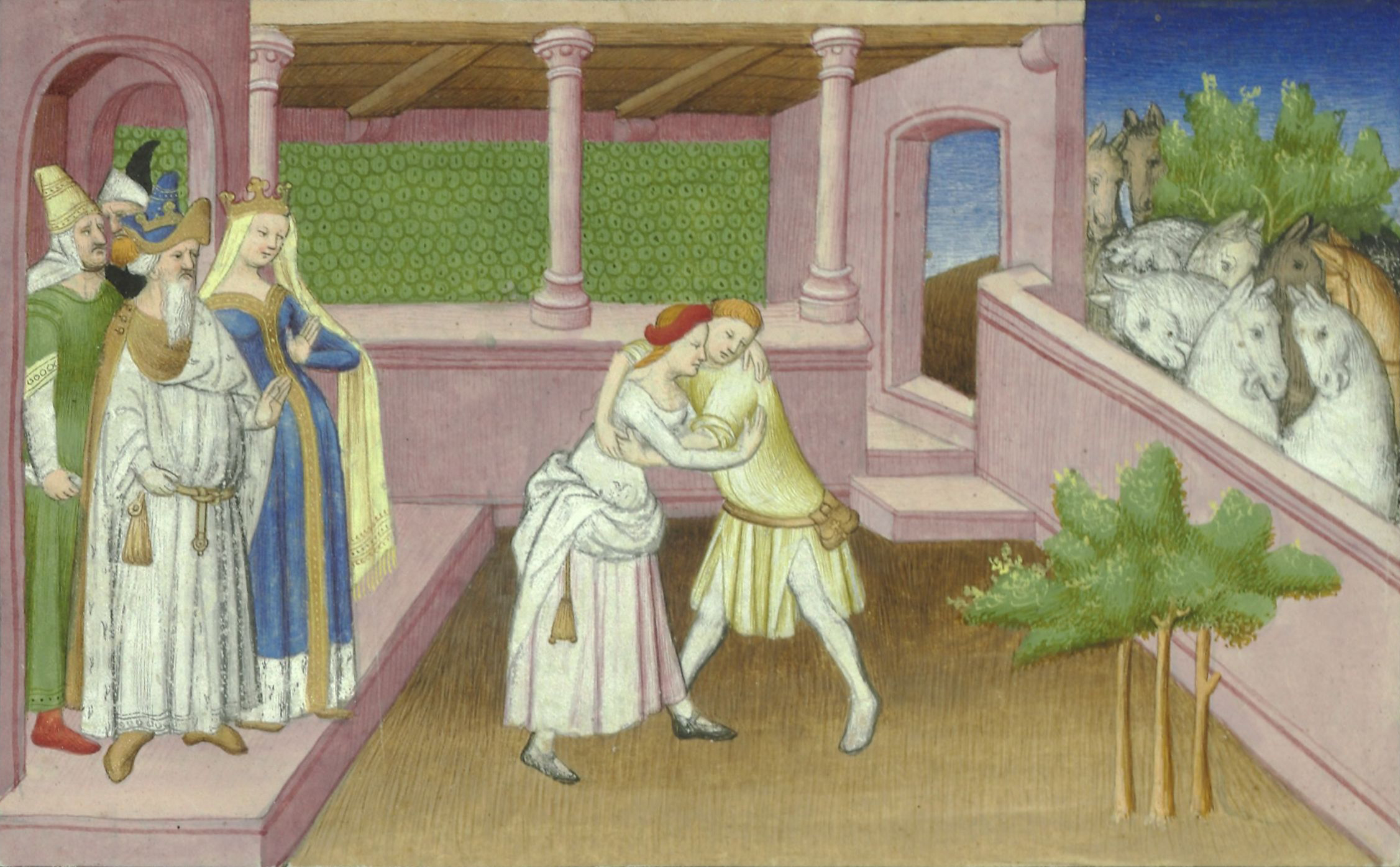
『東方見聞録』に描かれるクトルン

クトルン（モンゴル語: Qutulun、生没年不詳）は、13世紀後半から14世紀末にかけて活躍したモンゴル帝国の皇女。クビライの大元ウルスに対抗して中央アジアに独立した王権（カイドゥ・ウルス）を築き上げたカイドゥの娘にあたり、女性でありながら武勇に優れ、父の軍隊に従軍して活躍したことで知られていた。テュルク語で「月の輝き」を意味するアイ・ヤルク（aï-yaruq）の名前でも知られる。
マルコ・ポーロの『東方見聞録』で紹介されたことによってクトルン（アイジャルック）の事蹟はヨーロッパで広く知られており、18世紀に作られた戯曲『トゥーランドット』に見られる「自らに求婚する男性に条件を突きつける姫」のモチーフの一つになった。

## 名前
クトルンは『元史』など東方で編纂された漢文史料には一切登場せず、主に西方のフレグ・ウルスで編纂されたペルシア語史料『集史』やマルコ・ポーロの『東方見聞録』などに記録が残されている。
『集史』オゴデイ・カアン紀はカイドゥの娘として、クトルン・ジャガ（قوتولو ن جغا/qūtūlūn jaghā）という名前を記録している。『集史』の研究を行ったエドガー・ブロシェはティムール朝で編纂された『高貴系譜』ではカイドゥの娘の名前がقوتولو ن چغان（qūtūlūn chaghān）と記されていることに注目し、『集史』のجغاはچغانの誤記であって、正確な名前はクトルン・チャガン（Qutulun Čaγan）であろう、と指摘している。
一方、『東方見聞録』は先述したようにアイ・ヤルクという名前を伝えているが、写本によってアジャント（agiaint）、アイジャルック（aigiaruc）、アイジャルネ（aigiarne）、アヤルク（ayaruc）と綴りが一定しない。しかし、ポール・ペリオは語中の-i-が-gi-に変換することは屡々見られることであることを実例を引いて指摘し、アイジャルック（aigiaruc、アイジアルク）という表記が原型に最も近いものであると述べている。

## 事蹟
『集史』オゴデイ・カアン紀によると、クトルンは日頃から男のように振る舞い、父のカイドゥの軍隊に入ってその勇猛さを戦場にて示したという。カイドゥは戦場で活躍する彼女を子供達の中で最も愛し、長く嫁に出さなかったため、「カイドゥはクトルンと関係を持っている」と陰口を叩く者さえ現れた。このような陰口から娘を守るため、カイドゥは最終的にコルラス部のアブタクルという名の男と結婚させた。アブタクルは背が高く顔立ちの良い男で、クトルンは自分自身でアブタクルを自らの夫として選び、2人の息子を得たという。なお、結婚する以前にクトルンはフレグ・ウルスの「イスラームの帝王」ガザン・ハンに「あなたの奥方に私はなります。私は他の方には嫁ぎません」と屡々親書を送っていたという。
クトルンの結婚から4年後の1300年、カイドゥは大元ウルスと雌雄を決するべく大軍勢を率いてモンゴル高原に侵攻し、これをカイシャン（後の武宗クルク・カアン）率いる大元ウルス軍が迎え撃った。モンゴル帝国史上最大の激戦となったテケリクの戦いでカイドゥは勝利を収めることができず、逆にカイシャン軍によって手傷を負わされてしまった。結局、この時の傷が原因で戦闘から1カ月後にカイドゥはタイカン湖で亡くなり、その遺体は代々のオゴデイ一族と同様にイリ川とチュイ川の間に位置するションクルリクという山に葬られた。クトルンはアブタクルとともにこの一帯に居住しており、カイドゥの死後はその墓地を守ったという。
カイドゥは生前、正妃（大カトン）から生まれたオロスを後継者として指名していたが、チャガタイ家の当主でカイドゥに次ぐ権勢を有していたドゥアはオロスではなくカイドゥの庶長子のチャパルを推戴した。この時、チャパルの即位に異議を唱えたのがオロスとグユク家のトクメ、そしてクトルンで、クトルンがオロスに味方したのは「国政と軍事に参画するため」であったという。これに対し、ドゥアやカイドゥは「お前は鋏と針仕事をしないと駄目だ。国とウルスに何の方策がお前にあろうか」と罵ったため、激怒したクトルンはオロスとともにチャパル一派と戦ったが、両者の戦いは結局ドゥアの中央アジア掌握に寄与することになってしまった。

## マルコ・ポーロの伝える逸話
マルコ・ポーロの『東方見聞録』も『集史』と同様にアイジャルック（クトルン）が武勇に優れ、父の軍隊に従って屡々武功を挙げたことを記すが、アイジャルックの婚姻については『集史』に見られない独自の逸話を伝えている。
『東方見聞録』によると、アイジャルックを非常に愛していたカイドゥは貴族の誰かに嫁がせようと考えていたが、アイジャルックはこれに従わず「力技で自らを打ち負かすような男が見つかるまでは、夫をとらない」と宣言した。カイドゥはアイジャルックの意思を無碍に出来ず、やむなく娘が望むままの夫を選んで結婚してもよいという許可の文書を発行し、これを得たアイジャルックは世界各地に自らに挑戦し、打ち負かした男を夫にするだろうと宣告した。
この宣言を受けて世界各地の貴族がカイドゥの婿に収まらんとアイジャルックに挑んだが、誰一人としてアイジャルックに勝つことはできなかった。1280年にはとある国の王子がアイジャルックに挑み、富裕な国の出身でしかも美貌なこの王子をカイドゥら周囲の者は気に入り、アイジャルックにわざと負けるよう助言した。しかし、アイジャルックは一切手を抜くことなく接戦の末この王子を投げ倒し、周囲が落胆する中王子は帰ってしまったという。

## カシン王家
- オゴデイ・カアン(Ögödei Qa'an ＞窩闊台,اوگتاى قاآن/Ūgtāy Qā'ān)
  - カシン大王(Qašin ＞合失/héshī,قاشی/qāshī)
    - カイドゥ大王(Qaidu ＞海都/hǎidōu,قايدو/qāydū)
      - 汝寧王チャパル(Čapar ＞察八児/chábāér,چاپار/chāpār)
        - 汝寧王オルジェイ・テムル(Ölǰei temür ＞完者帖木児/wánzhě tiēmùér)
          - 汝寧王クラタイ(Qulatai ＞忽剌台/hūlátái)

      - ヤンギチャル(Yangičar ＞يانگيچار/yāngīchār)
      - 叛王オロス(Oros ＞斡羅思/wòluosī,اوروس/ūrūs)
      - サルバン(Sarban ＞ساربان/sārbān)
      - クトルン・チャガン(Qutulun Čaγan ＞قوتولو ن جغا/qūtūlūn jaghā)

## 関連作品
映画
- 女戦士クトゥルン モンゴル帝国の美しき末裔（2021年、モンゴル、監督：S・バーサンジャルガル、シュウダツェツェグ・バータスレン、主演：ツェドー・ムンフバット）